# Geometrinae
Sous-famille
Les Geometrinae forment une sous-famille de lépidoptères (papillons).

## Liste des tribus
Selon ITIS :
- tribu Dichordophorini
- tribu Hemitheini
- tribu Lophochoristini
- tribu Nemoriini
- tribu Synchlorini

## Espèces européennes
- Aplasta
  - Aplasta ononaria - phalène de l'arrête-bœuf
- Chlorissa
  - Chlorissa cloraria
  - Chlorissa etruscaria
  - Chlorissa faustinata
- Comibaena
  - Comibaena bajularia -  verdelet
- Eucrostes
  - Eucrostes indigenata
- Geometra
  - Geometra papilionaria - grande naïade
- Hemistola
  - Hemistola chrysoprasaria -  phalène printanière
- Hemithea
  - Hemithea aestivaria - phalène sillonnée
- Jodis
  - Jodis lactearia
- Pseudoterpna
  - Pseudoterpna coronillaria - hémithée de l'ajonc
  - Pseudoterpna pruinata - hémithée du genêt
- Thalera
  - Thalera fimbrialis - phalène du buplèvre
- Thetidia
  - Thetidia plusaria
  - Thetidia smaragdaria - émeraude
- Xenochlorodes
  - Xenochlorodes olympiaria